# Diplodonta soror
Diplodonta soror är en musselart som beskrevs av C. B. Adams 1852. Diplodonta soror ingår i släktet Diplodonta och familjen Ungulinidae. Inga underarter finns listade i Catalogue of Life.